# Meadow Lakes (Alaska)
Meadow Lakes es un lugar designado por el censo ubicado en el borough de Matanuska-Susitna en el estado estadounidense de Alaska. En el Censo de 2020 tenía una población de 9197 habitantes y una densidad poblacional de 47,21 personas por km².

## Geografía
Meadow Lakes se encuentra en las coordenadas 61°38′7″N 149°35′5″O / 61.63528, -149.58472. Según la Oficina del Censo de los Estados Unidos, Meadow Lakes tiene una superficie total de 203.21 km², de la cual 194.82 km² corresponden a tierra firme y (4.13%) 8.39 km² es agua.

## Demografía
Según el censo de 2010, había 7570 personas residiendo en Meadow Lakes. La densidad de población era de 37,25 hab./km². De los 7570 habitantes, Meadow Lakes estaba compuesto por el 85.2% blancos, el 0.67% eran afroamericanos, el 5.76% eran amerindios, el 1.03% eran asiáticos, el 0.38% eran isleños del Pacífico, el 0.71% eran de otras razas y el 6.24% pertenecían a dos o más razas. Del total de la población el 3.41% eran hispanos o latinos de cualquier raza.

## Localidades adyacentes
El siguiente diagrama muestra a las localidades más próximas a Meadow Lakes.